# Chapmannia reghidensis
Chapmannia reghidensis  (лат.) — вид цветковых растений рода Чапмения (Chapmannia) семейства Бобовые (Fabaceae). Эндемик Йемена. Произрастает в тропических и субтропических сухих лесах. Находится в опасности из-за сокращения мест обитания.